# Allan dos Santos Natividade
Allan dos Santos Natividade (sinh ngày 20 tháng 2 năm 1989) là một cầu thủ bóng đá người Brasil thi đấu cho Zweigen Kanazawa.

## Thống kê câu lạc bộ
Cập nhật đến ngày 23 tháng 2 năm 2016.
| Thành tích câu lạc bộ | Thành tích câu lạc bộ | Thành tích câu lạc bộ | Giải vô địch | Giải vô địch | Cúp                   | Cúp                   | Tổng cộng | Tổng cộng |
| Mùa giải              | Câu lạc bộ            | Giải vô địch          | Số trận      | Bàn thắng    | Số trận               | Bàn thắng             | Số trận   | Bàn thắng |
| Nhật Bản              | Nhật Bản              | Nhật Bản              | Giải vô địch | Giải vô địch | Cúp Hoàng đế Nhật Bản | Cúp Hoàng đế Nhật Bản | Tổng cộng | Tổng cộng |
| --------------------- | --------------------- | --------------------- | ------------ | ------------ | --------------------- | --------------------- | --------- | --------- |
| 2008                  | MIO Biwako Shiga      | JFL                   | 28           | 9            | –                     | –                     | 28        | 9         |
| 2009                  | MIO Biwako Shiga      | JFL                   | 18           | 3            | –                     | –                     | 18        | 3         |
| 2010                  | MIO Biwako Shiga      | JFL                   | 16           | 2            | 1                     | 0                     | 17        | 2         |
| 2011                  | MIO Biwako Shiga      | JFL                   | 19           | 1            | –                     | –                     | 19        | 1         |
| 2012                  | MIO Biwako Shiga      | JFL                   | 29           | 8            | –                     | –                     | 29        | 8         |
| 2013                  | Kamatamare Sanuki     | JFL                   | 17           | 1            | 0                     | 0                     | 17        | 1         |
| 2014                  | Kamatamare Sanuki     | J2 League             | 12           | 0            | 0                     | 0                     | 12        | 0         |
| 2015                  | Kamatamare Sanuki     | J2 League             | 7            | 0            | 0                     | 0                     | 7         | 0         |
| Tổng cộng sự nghiệp   | Tổng cộng sự nghiệp   | Tổng cộng sự nghiệp   | 0            | 0            | 1                     | 0                     | 0         | 0         |